# 臭聾王爺
臭聾王爺，是台灣雲林地區民間傳說中的神明，祂因為聽錯聖旨、造成水災，而被變成鯨魚作為懲罰。

## 傳說
臭聾王爺的耳朵不靈光，在1845年時，玉皇大帝原本要祂降下水災淹沒東港的蚵仔寮以懲罰當地居民，但祂卻聽成四湖鄉的「萡子寮」，造成人稱「湖內洗港」的大水災。事件發生後，臭聾王爺便被懲罰，變成一隻擱淺在海灘上的大鯨魚而死，讓居民可以挖祂的肉來吃，據說祂的鯨魚油可以治好任何病痛。
另外，也有說法認為祂是一條龍，所以並非「臭聾」而是「臭龍」、或是祂是一尾大魚的說法。